# Michael Fitzgerald
Michael James Fitzgerald (フィッツジェラルド 舞行龍 ジェームズ Fittsujerarudo Maikeru Jēmuzu?,  nacido el 17 de septiembre de 1988 en Tokoroa, Waikato) es un futbolista neozelandés de origen japonés, que juega en el Albirex Niigata de la J1 League. 
Fue internacional con la Selección de Nueva Zelanda antes de renunciar a su ciudadanía neozelandesa para recibir el pasaporte japonés.

## Carrera
Arribó en el Albirex Niigata en 2008. Fue cedido a préstamo al Japan Soccer College, un club asociado al Albirex que juega en las ligas regionales japonesas. Entre 2010 y 2011 jugó para el Zweigen Kanazawa y entre 2012 y 2013 en el V-Varen Nagasaki, aunque nunca dejó de pertenecer al Niigata. Regresó al club poseedor de su pase en 2013 y se asentó en el equipo titular. En 2017 pasó al Kawasaki Frontale. En agosto de 2019 regresó al Albirex Niigata.

### Clubes
| Club                           | País  | Año             |
| ------------------------------ | ----- | --------------- |
| Albirex Niigata                | Japón | 2008 - 2016     |
| Jpn. Soc. College (a préstamo) | Japón | 2009            |
| Zweigen Kan. (a préstamo)      | Japón | 2010 - 2011     |
| V-Varen Nagasaki (a préstamo)  | Japón | 2012 - 2013     |
| Kawasaki Frontale              | Japón | 2017 - 2019     |
| Albirex Niigata                | Japón | 2019 - Presente |

### Selección nacional
En 2011 fue convocado por Ricki Herbert para disputar los tres amistosos de Nueva Zelanda en ese año. Su debut fue el 25 de marzo en el empate 1-1 ante China. Al tomar la nacionalidad japonesa para no ocupar un cupo extranjero en la J1 League, Fitzgerald renunció a su pasaporte neozelandés y por ende a la posibilidad de representar internacionalmente a Nueva Zelanda.

#### Partidos y goles internacionales
| Partidos y goles internacionales | Partidos y goles internacionales | Partidos y goles internacionales   | Partidos y goles internacionales | Partidos y goles internacionales | Partidos y goles internacionales | Partidos y goles internacionales |
| #                                | Fecha                            | Estadio                            | Rival                            | Resultado                        | Competición                      | Gol(es)                          |
| -------------------------------- | -------------------------------- | ---------------------------------- | -------------------------------- | -------------------------------- | -------------------------------- | -------------------------------- |
| 2011                             |                                  |                                    |                                  |                                  |                                  |                                  |
| 1                                | 25 de marzo                      | Estadio Wuhan Sports Center, Wuhan | China                            | 1 – 1                            | Amistoso                         |                                  |
| 2                                | 1 de junio                       | Invesco Field at Mile High, Denver | México                           | 0 – 3                            | Amistoso                         |                                  |
| 3                                | 5 de junio                       | Adelaide Oval, Adelaida            | Australia                        | 0 – 3                            | Amistoso                         |                                  |

## Palmarés
| Título                | Club             | País  | Año  |
| --------------------- | ---------------- | ----- | ---- |
| Japan Football League | V-Varen Nagasaki | Japón | 2012 |